# Bec-d'ibis tibétain
Ibidorhyncha struthersii
Famille
Genre
Espèce
Statut de conservation UICN

 LC  : Préoccupation mineure
Répartition géographique
Le bec-d'ibis tibétain (Ibidorhyncha struthersii) est une espèce d'oiseaux de l'ordre des Charadriiformes, l'unique représentante du genre Ibidorhyncha et de la famille des Ibidorhynchidae.
C'est un limicole de taille moyenne (38 à 41 cm), à l'aspect particulier, solidement bâti mais élégant, au plumage contrasté, au bec recourbé rouge foncé et aux longues pattes rouges.
On le trouve dans les systèmes montagneux d'Asie centrale, où il fréquente les rivières caillouteuses.

## Description
Le bec-d'ibis tibétain adulte est gris avec un ventre blanc, un bec cramoisi, long de 7 à 8 centimètres et courbé vers le bas, semblable à celui de l'ibis, et une face et une bande noire sur la poitrine. Mâles et femelles sont semblables, bien que le bec soit légèrement plus long chez les femelles. Les jeunes oiseaux n'ont pas de bande noire sur la face et la poitrine, et le bec est plus terne. Les pattes sont d'un violet grisâtre chez les adultes reproducteurs et d'un sépia terne chez les juvéniles ou verdâtres chez les adultes plus jeunes ou non reproducteurs. Les pattes du bec-d'ibis tibétain morts changent de couleur pour devenir d'un cramoisi semblable à la teinte du bec peu après la mort. Il possède trois orteils, auxquels manque l'orteil postérieur. Les orteils externes et médians sont reliés par une petite toile dentelée, tandis que les orteils médians et internes ne possèdent pas de toile.
Ce limicole pèse environ 300 grammes, les femelles pèsant légèrement plus que les mâles. Malgré son apparence spectaculaire, il passe inaperçu dans son environnement pierreux. En vol, son cou tendu et ses ailes arrondies lui donnent une apparence d'ibis.

## Distribution et habitat
Le bec-d'ibis tibétain est commun en Asie centrale et dans l'Himalaya, de l'Yssyk-Koul à la frontière sud de la Mandchourie, en Russie dans l'Altaï. Il vive également dans les hautes terres du Tien Shan central et septentrional, au Kazakhstan le long des vallées de l'Ouest, au nord de l'Inde et au Tibet.
Il se reproduit dans tout le sud de l'Asie centrale le long des lits de rivières pierreux, généralement entre 1 700 et 4 400 mètres d'altitude, bien que certains individus se reproduisent à 500 mètres. En dehors de la saison de reproduction, il peut descendre jusqu'à 100 mètres. Les vallées fluviales qu'il fréquente ont tendance à avoir très peu de végétation et des pentes douces pour assurer un écoulement lent de l'eau. Il doit vivre près d'une eau à faible débit pour se nourrir, ce qui limite son habitat malgré une large aire de répartition.

## Comportement
Pendant l'automne et l'hiver, le bec-d'ibis tibétain est typiquement solitaire. On peut néanmoins le trouver en couples ou en petites volées de huit oiseaux au maximum, bien groupe de vingt-cinq individus a été signalé. Ils se reproduisent de manière solitaire et sont territoriaux, bien que la disponibilité limitée de l'habitat puisse les amener à se reproduire en voisinant avec d'autres. Ils ne sont généralement pas farouches. Ils préfèrent traverser les rivières à la nage plutôt qu'en volant.
Les individus qui hivernent ont tendance à être assez inactifs, alors qu'ils deviennent plus actifs et bruyants à l'approche de la saison de reproduction.

## Reproduction
Le bec-d'ibis tibétain semble être monogame. Pendant la saison de reproduction, il est connu pour courir sur de courtes distances tout en gardant la tête baissée, ne se redressant que pour regarder son environnement. Le nid est situé sur une rive, une île ou une péninsule sur la rivière, et n'est guère plus qu'une éraflure sur le sol, qui peut parfois être garnie de petits cailloux. Les œufs sont pondus entre la fin avril et le début mai (la date exacte varie en fonction du temps). La taille de la ponte varie de deux à quatre œufs ovales. Le comportement des adultes à proximité du nid serait similaire à celui des vanneaux. La durée exacte de l'incubation des œufs est inconnue, mais les deux parents se partagent les tâches d'incubation. Il est probable que les poussins de la couvée précédente peuvent agir comme aides au nid.

## Alimentation
Le bec-d'ibis tibétain se nourrit en sondant sous les rochers ou le gravier dans les lits des cours d'eau. Il se nourrit d'une variété d'invertébrés terrestres et aquatiques, y compris des larves de phryganes et d'éphémères qui se cachent sous les rochers dans les cours d'eau, des sauterelles et de petits poissons.

## Statut de conservation
Cette espèce a une aire de répartition extrêmement vaste, estimée à 5 millions de kilomètres carrés, qui ne semble pas en déclin ou en voie de fragmentation. Bien que sa population soit inconnue, on ne pense pas qu'elle soit en déclin. Pour ces raisons, l'espèce est évaluée comme étant de préoccupation mineure par l'UICN.